# 우수영전진도첩
우수영전진도첩(右水營戰陳圖帖)은 대한민국 전라남도 완도군에 있는 도첩이다. 1988년 3월 16일 전라남도의 문화재자료 제163호로 지정되었다.

## 개요
우수영이란 조선시대 전라도와 경상도에 설치한 수군의 진영으로, 이 전진도첩은 전라우수영의 군사 조직과 운영실태를 알 수 있는 자료이며, 어떤 작전을 수행하고 있었는지도 알 수가 있다.
수록된 내용은 적과 만났을 때 대처하는 여러 가지 방법을 묘사한 예진도와 직진도 등 15개 사항이다. 도첩의 안쪽에 정조 4년(1780)에 수군편제를 하였다는 기록이 있어 1780년 이후 작성을 한 것으로 짐작된다.
조선 후기 우수영의 조직과 작전 등을 구체적으로 알려 준다는 점에서 커다란 자료적 가치를 지니는 작품이다.

## 참고 문헌
- 우수영전진도첩 - 국가유산청 국가유산포털